# Ruy Teles Palhinha

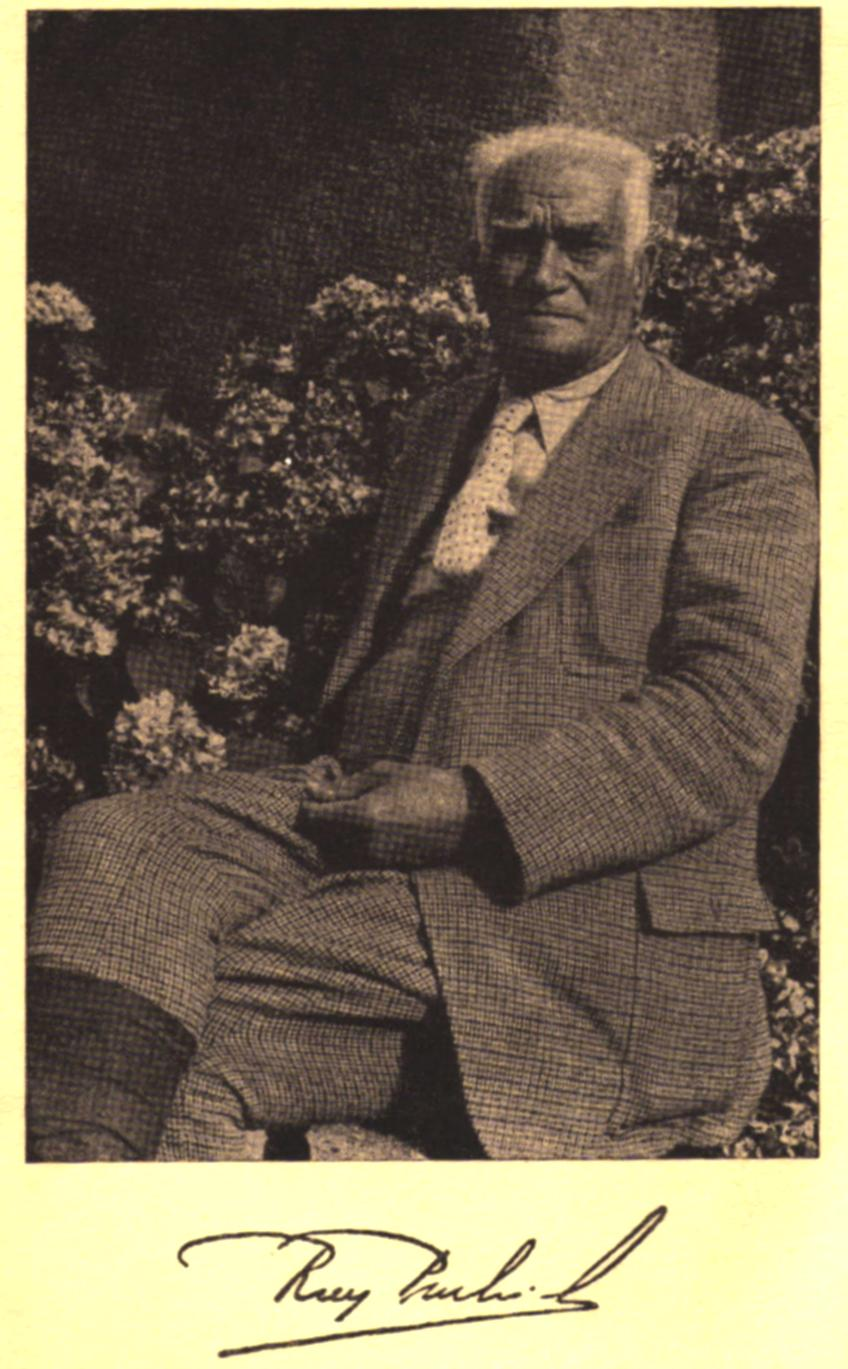
Ruy Telles Palhinha, um 1930

Ruy Teles Palhinha, häufig auch Rui Telles Palhinha geschrieben, (geboren am 4. Januar 1871 in Angra do Heroísmo, Azoren; gestorben am 13. November 1957 in Lissabon) war ein portugiesischer Botaniker. Palhinha war Universitätsprofessor an der Universität Lissabon und Direktor des Jardim Botânico de Lisboa, er befasste sich vor allem mit der systematischen Erforschung der Flora der Azoren.

## Leben und Werk
Ruy Telles Palhinha wurde 1871 in Angra do Heroísmo auf den Azoren geboren. Er lehrte an Gymnasien in Santarém und Lissabon und wurde Lehrer und Direktor der Escuela Normal Superior de Lisboa, wo er die Didaktik der Naturwissenschaften lehrte. Später wurde er Professor und Direktor der pharmazeutischen Fakultät der Universidade de Lisboa sowie Lehrer der Escuela politécnica, der heutigen Fakultät für Naturwissenschaften, wo er zudem Sekretär der Bibliothek des botanischen Gartens war.
Palhinha war 1934, 1937 und 1938 Organisator, Leiter und Teilnehmer mehrere Exkursionen zu den Azoren und beschrieb die dortige Fauna und Faunenentwicklung. Während seiner Arbeit an einem Katalog der Gefäßpflanzen der Azoren starb er nach einem Flugzeugabsturz am 13. November des Jahres.

## Mitgliedschaften und Ehrungen
Ruy Teles Palhinha war Mitglied zahlreicher wissenschaftlicher Fachgesellschaften, darunter der Academia das Ciências de Lisboa, dem Instituto de Coimbra, der Real Academia de Córdoba, der Sociedade Broteriana, der Sociedade de Geografia de Lisboa, der Sociedade Portuguesa de Ciências Naturais, der Société Botanique de France, der Société Botanique de Genèveund der Société Linnéenne de Lyon.
In seiner Geburtsstadt Angra do Heroísmo wurden eine Straße und eine Schule nach Palhinha genannt.

## Veröffentlichungen (Auswahl)
Ruy Teles Palhinha veröffentlichte zahlreiche wissenschaftliche Arbeiten und Bücher, darunter
- Elementos de Chimica. 1.º ano. Aillaud Edt., Lissabon 1901
- Estudo sobre as saxífragas do Herbário do Jardim Botânico de Coímbra. Lissabon 1904
- mit Antonio Xavier Pereira Coutinho (Hrsg.): Flora de Portugal (Plantas Vasculares). Disposta em Chaves Dicotómicas, Bertrand (Irmãos), Ltd., Gravadores-Impressores, Lissabon 1939
- mit L. Gonçalves Sobrinho: Contribuições para o conhecimento da flora dos Açores. Oporto, 1941
- Algumas considerações sobre a distribuição geográfica e ecologia no Arceuthobium oxycedri (DC) Marsch. Bieb. Açoreana 3 (1), 1942; S. 1–5
- Algumas considerações sobre a distribuição geográfica e ecologia no Arceuthobium oxycedri (DC) Marsch. Bieb. Boletim da Sociedade Broteriana 16 (2), 1943; S. 137–143
- mit L. Gonçalves Sobrinho: Algumas observações ecológicas sobre o arquipélago açoriano. Boletim de Sociedade Portuguesa de Ciências Naturais 13 (Sup. II), 1942; S. 197–205
- Pteridófitos do arquipélago dos Açores. Bol. Soc. Broteriana 2 (17), 1943; S. 215–249
- Um livro sobre biogeografia macaronésica. Açoreana 4 (3), 1948; S. 1–199
- Obra e Vida de Félix de Avelar Brotero in: Memórias da Academia das Ciências de Lisboa, Classe de Ciências, Tomo V, Lissabon 1949
- Nomes populares de plantas nos Açores. O Instituto 115, 1953; S. 74–101
- Nota preliminar sobre a distribuição geográfica da flora nos Açores. Memórias da Academia das Ciências de Lisboa, Classe de Ciências 6, 1954; S. 259–276
- Catálogo das plantas vasculares dos Açores. Sociedade de Estudos Açorianos Afonso Chaves, Lissabon 1966
- Flora de Portugal. Historiae Naturalis Classicae, Tomus XCVIII, 2. Auflage überarbeitet von Ruy Telles Palhinha, New York City 1974